# Aulnois-sur-Seille

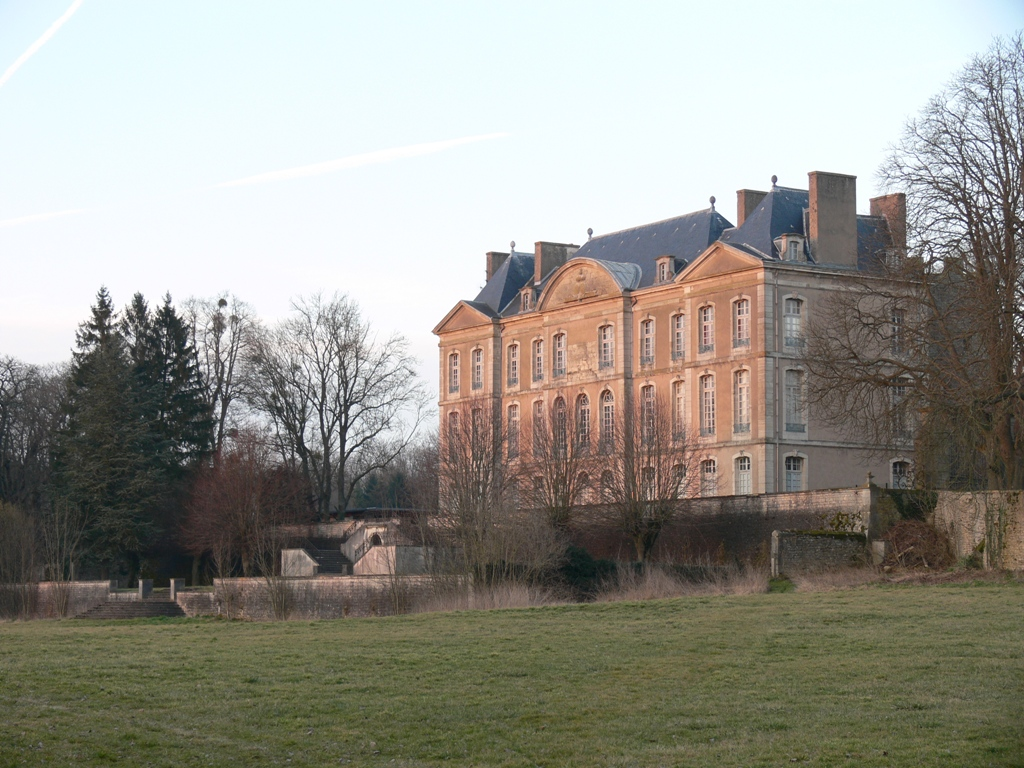
Schloss Aulnois

Aulnois-sur-Seille ist eine französische Gemeinde mit 308 Einwohnern (Stand 1. Januar 2022) im Département Moselle in der Region Grand Est (bis 2015 Lothringen). Sie gehört zum Arrondissement Sarrebourg-Château-Salins, zum Kanton Le Saulnois und zum Kommunalverband Communauté de communes du Saulnois.

## Geographie
Aulnois-sur-Seille liegt in Lothringen südöstlich von Metz im Saulnois (Salzgau) an der Seille, die bei Metz in die Mosel mündet. Der Ort liegt auf einer Höhe zwischen 187 und 272 Metern über dem Meeresspiegel, die mittlere Höhe beträgt 200 Meter. Das Gemeindegebiet umfasst 5,09 Quadratkilometer an der südlichen Grenze verläuft das Flüsschen Osson und mündet dort in die Seille.

## Geschichte
782 wurde die Ortschaft als Alningas erstmals urkundlich erwähnt. Weitere überlieferte Ortsbezeichnungen sind Alnet (1121), Ennoy (1329), Anois, Anoi (1334, 1335) und Aulnoy-sur-Seille (1779).
Die Ortschaft gehörte zum Herzogtum Lothringen.
Ab dem 13. Jahrhundert befand sich ein Hospiz des Malteserordens in Aulnois-sur-Seille. Die Burg von Aulnois-sur-Seille gehörte dem Bistum Metz im 14. Jahrhundert, im 15. Jahrhundert gehörte sie der Familie Oriocourt und gegen Ende des 16. Jahrhunderts gelangte sie in den Besitz der Familie des Armoises. Charles des Armoises ließ die Burg im 18. Jahrhundert, als Schloss, wiederaufbauen. Bis Aulnois-sur-Seille 1726 selbst Sitz einer Markgrafschaft wurde, gehörte es zur Markgrafschaft von Pont-à-Mousson.
1793 erhielt Aulnois-sur-Seille (als Aulnois) im Zuge der Französischen Revolution (1789–1799) den Status einer Gemeinde und 1801 das Recht auf kommunale Selbstverwaltung. Es gehörte von 1801 bis 1871 zum früheren Département Meurthe.
Durch den Frankfurter Frieden vom 10. Mai 1871 kam die Region an das deutsche Reichsland Elsaß-Lothringen, und das Dorf wurde dem Kreis Château-Salins im Bezirk Lothringen zugeordnet. Das Dorf an der Grenze hatte Getreide-, Futterpflanzen- und Weinbau sowie Steinbrüche. Nach dem Ersten Weltkrieg musste die Region aufgrund der Bestimmungen des Versailler Vertrags 1919 an Frankreich abgetreten werden und wurde Teil des Département Moselle. Im Zweiten Weltkrieg war die Region von der deutschen Wehrmacht besetzt.
Aulnois-sur-Seille gehörte als französischsprachige Ortschaft zu den 247 letzten Gemeinden, deren Name am 2. September 1915 eingedeutscht wurde. Der Name wurde zu „Erlen“ geändert und war bis 1919 offizieller Ortsname.

### Demographie
| Jahr      | 1962 | 1968 | 1975 | 1982 | 1990 | 1999 | 2007 | 2019 |
| --------- | ---- | ---- | ---- | ---- | ---- | ---- | ---- | ---- |
| Einwohner | 221  | 235  | 213  | 205  | 214  | 249  | 250  | 278  |

## Wappen
Das Wappen der Gemeinde entspricht dem alten Wappen der Familie Oriocourt. Es ist silbern mit einem schwarzen Balken, über dem ein roter leopardierender Löwe schreitet.

## Sehenswürdigkeiten

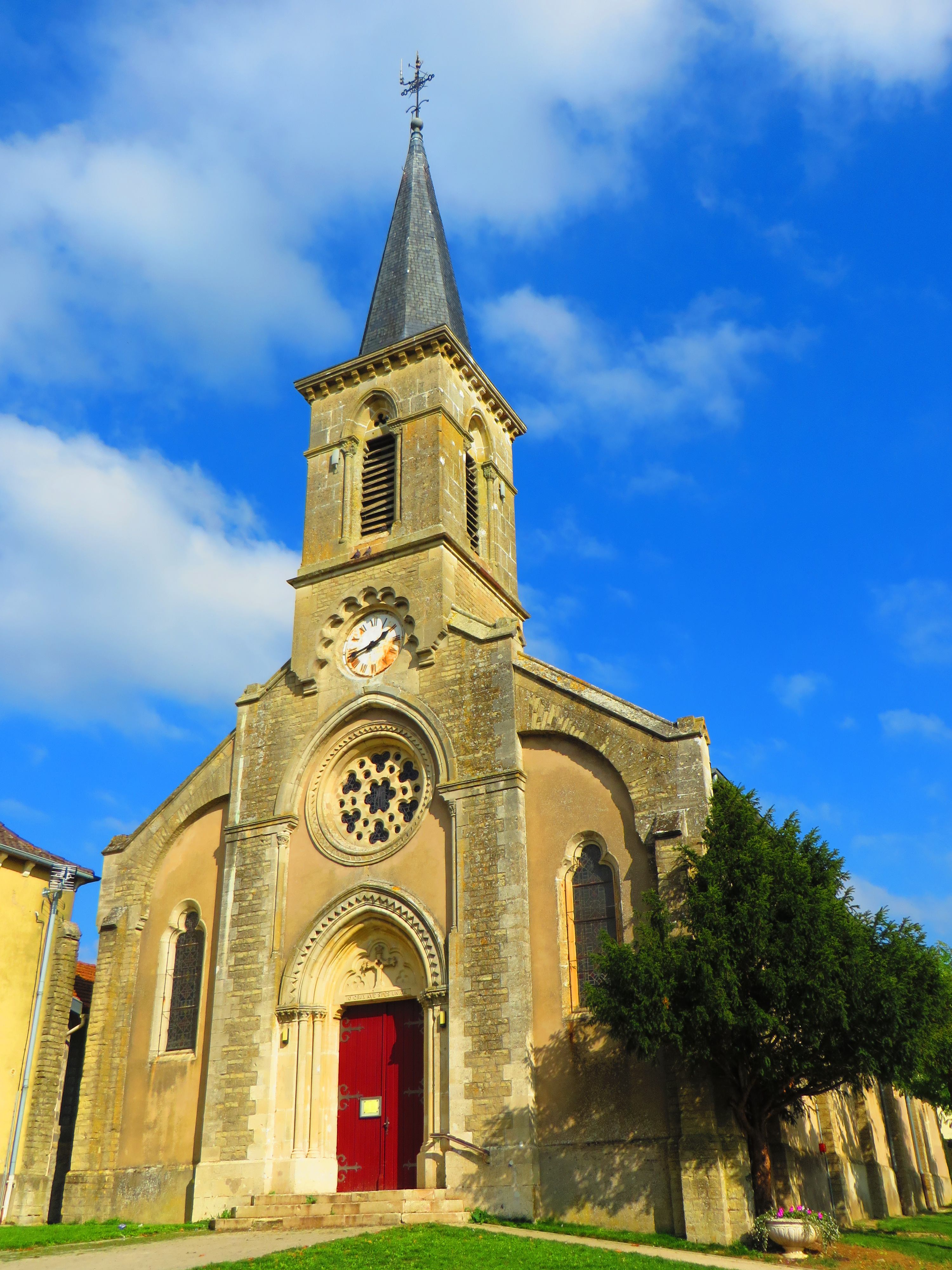
Kreuzerhöhungskirche in Aulnois-sur-Seille

Die ehemalige Burg Aulnois-sur-Seille wurde um 1380 erbaut und 1726 zu einem Schloss umgebaut. Heute befindet sich das Schloss im Besitz eines Vereins und dient als Kindergarten und Grundschule. Es wurde 1963 als Monument historique (historisches Denkmal) klassifiziert.
Die Kapelle des Malteserordens wird nicht mehr genutzt, ihr viereckiger Chor stammt aus dem 15. Jahrhundert und besitzt ein Opaion. Das Kirchenschiff wurde 1692 erbaut.